# Хатнєграння
ХАТНЄГРАННЯ — відкритий український проект імпровізаційної музики заснований у 2013 році у Львові. ХАТНЄГРАННЯ засноване Мирославом Трофимуком aka AЙKTRONER (електроніка, концепт), як відгалуження діяльності ZemlaStudio, Андріяном Веремієнком (гітара, бас) та Тарасом Шпотом (електроніка, візуалізації, програмування). Проект ХАТНЄГРАННЯ задумувався, як місце перетину світу академічної електронної музики із незалежними електронними музикантами. Окрім концертів та фестивалів, ХАТНЄГРАННЯ спрямоване на музичні публікації та розповсюдження інформації про електронну музику в Україні через локальні та іноземні журнали. Особливістю проекту є те, що проект не виконує повторюваний репертуар і не має сталого складу. Кожен концерт має свої окрему ідею, форму, учасники міняються, а до виступів можуть доєднуватися слухачі. Характерною особливістю є цифровий контекст концертів, які часто відбуваються без публіки. Всі сесії записуються і публікуються онлайн, таким чином концерт продовжує жити вже у цифровому форматі, як документація.

## ХАТНЄГРАННЯ таFREDRA.61[2]

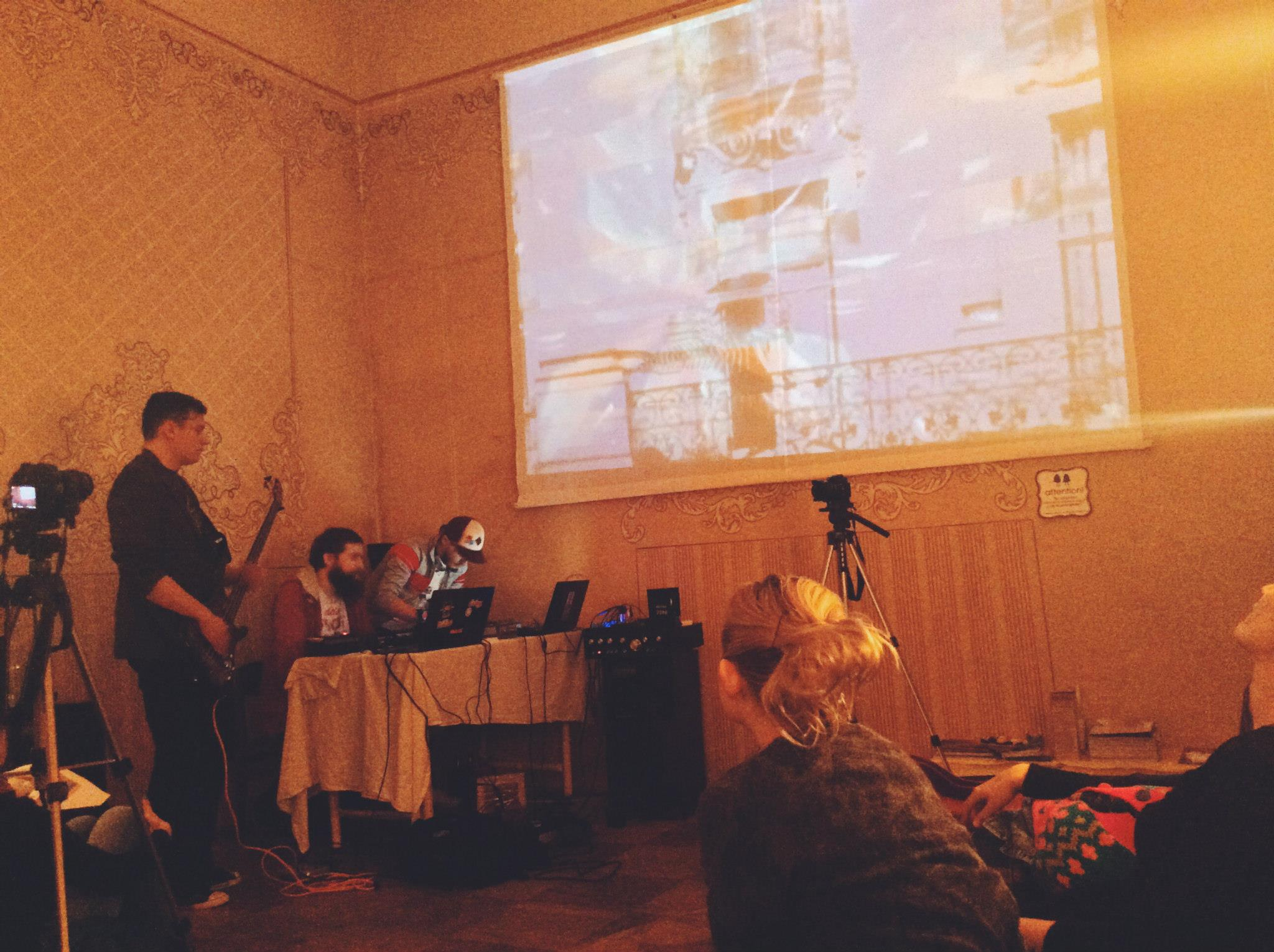

В кінці 2012 року, філолог, журналіст та музикант Мирослав Трофимук, архітектор Маркіян Максим'юк та класичний музикант Роман Клепуц випадково зустрілися у Варшаві. Обговорюючи можливості створення у Львові альтернативного простору для презентуання мистецтва. У Львові на той час існував чіткий запит на такі альтернативні простори і було це задовго до виникнення креативного хабу на Заводській, чи інших інституцій.
В 2013 Тарас Лужецький aka Terry Mutini, мікробіолог за спеціальністю та minimal techno діджей почав орендувати квартиру під номером 1, на вулиці Фредри 6 у Львові і запропонував Максим'юку та Клепуцу створити в цій квартирі публічний простір для демонстрації мистецтва і проведення вечірок. В цей момент Мирослав Трофимук, який регулярно перебував на наукових стипендіях у Варшаві, познайомився із польськими музикантами-імпровізаторами Войтеком Квапісіньським та Дареком Пєтрашевським, які разом із Лукашем Стшельчиком організовували низову ініціативу Trzecia Fala. Trzecia Fala, як і серія імпровізаційних концертів Impro Meetings, заснована Квапісіньським об'єднували довкола себе музикантів імпровізаторів, зосереджених у варшавських клубах Eufemia, Towarzyska, Chmury, Fawory, в Przestrzeni prywatnej та інших.
Мирослав Трофимук робив музику з 2004 року, переважно виростаючи в середовищі трансових музикантів дотичних до організації трансових опен-ейрів, CUBE GROUP, Ореста Камінського та Артема Слинька. Помітивши потенціал таких спільних концертів і те, як такі імпровізаційні концерти впливають на розвиток середовища, Мирослав мав намір започаткувати серію таких концертів у Львові. Проте станом на 2012 рік сегмент саме експериментальної музики був для міста чимось абсолютно новим і здавалося складно організувати регулярні концерти у існуючих локаціях, Дзизі, клубі Underground. Fredra, здавалося саме найбільш актуальним місцем для регулярних концертів ХАТНЄГРАННЯ. Проте, перш ніж виступити на Fredra, відбулося кілька вступних домашніх сесій.

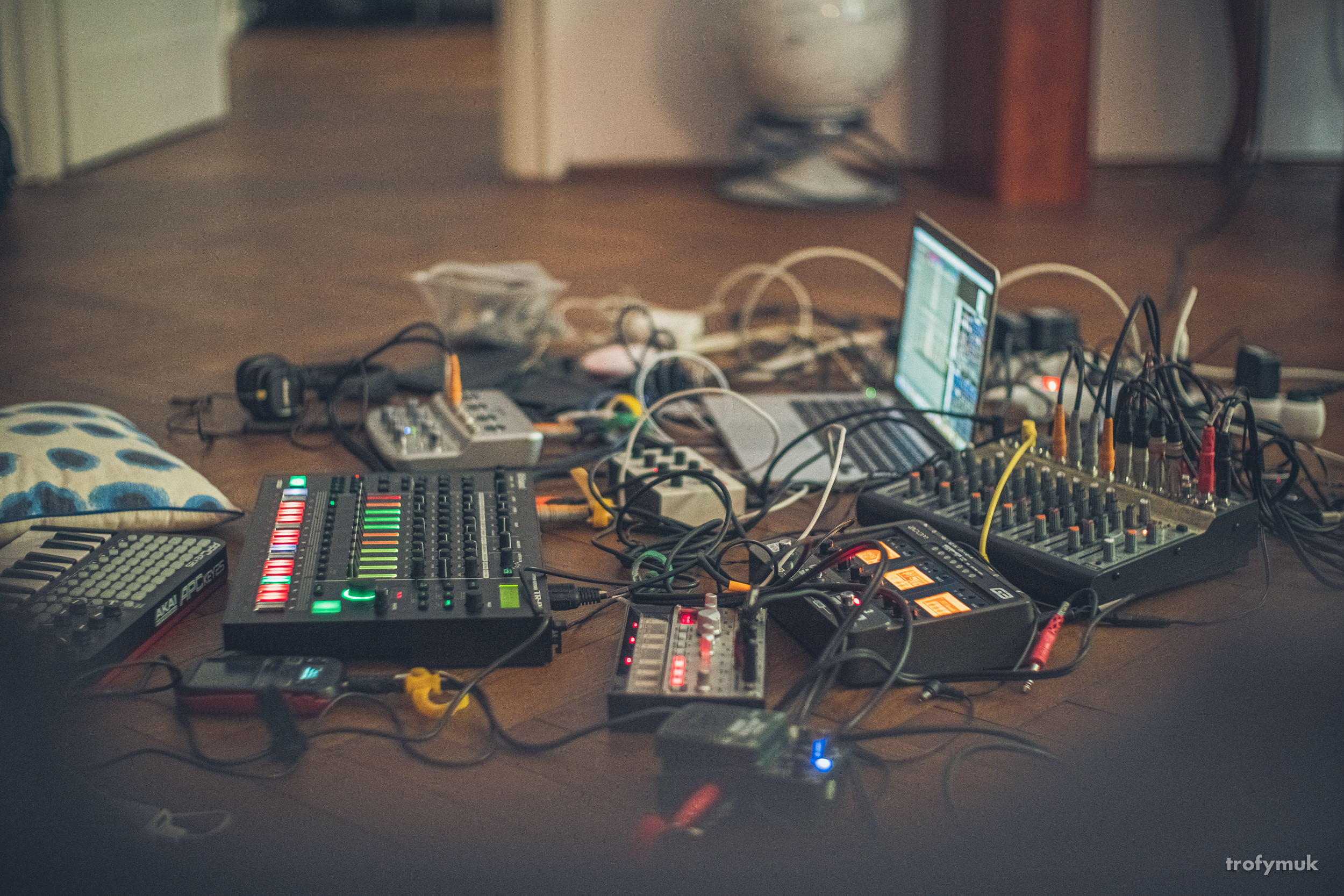
Музичний сетап Мирослава Трофимука в проекті MULNA

14 лютого 2014 року відбулася перша сесія проекту на FREDRA.61. Це було ХАТНЄГРАННЯ № 7 «Sisters Party» у колаборації із художницями та дизайнерками сестрами Філіпчук та за участі Станіслава Крилова, Романа Фещака, Данила Петрушенка, Юлії Швед.  Настепне знакове ХАТНЄГРАННЯ № 14 відбулося 21 березня 2014 року. Це був музично поетичний сет під назвою «Вісімдесятий день року», День поезії, а відповідно сет був насичений поезією Олега Лишеги, Назара Гончара, Ігора Римарука, Наталки Білоцерківець, Петра Мідянки Із архіву «Живих голосів», створеного Андрієм Іздриком та Юрком Кучерявим в рамках «Кабінету». В сеті чуємо запис вірша Михайля Семенка та уривки із твору Юрія Мушкетика «Морок». Окрім трьох сталих учасників проекту, сет співтворили Станіслав Кирилов, Ксенія Мних а також до імпровізації вперше приєдналася Марічка Чічкова. Концерти на FREDRA.61 відбувалися регулярно.

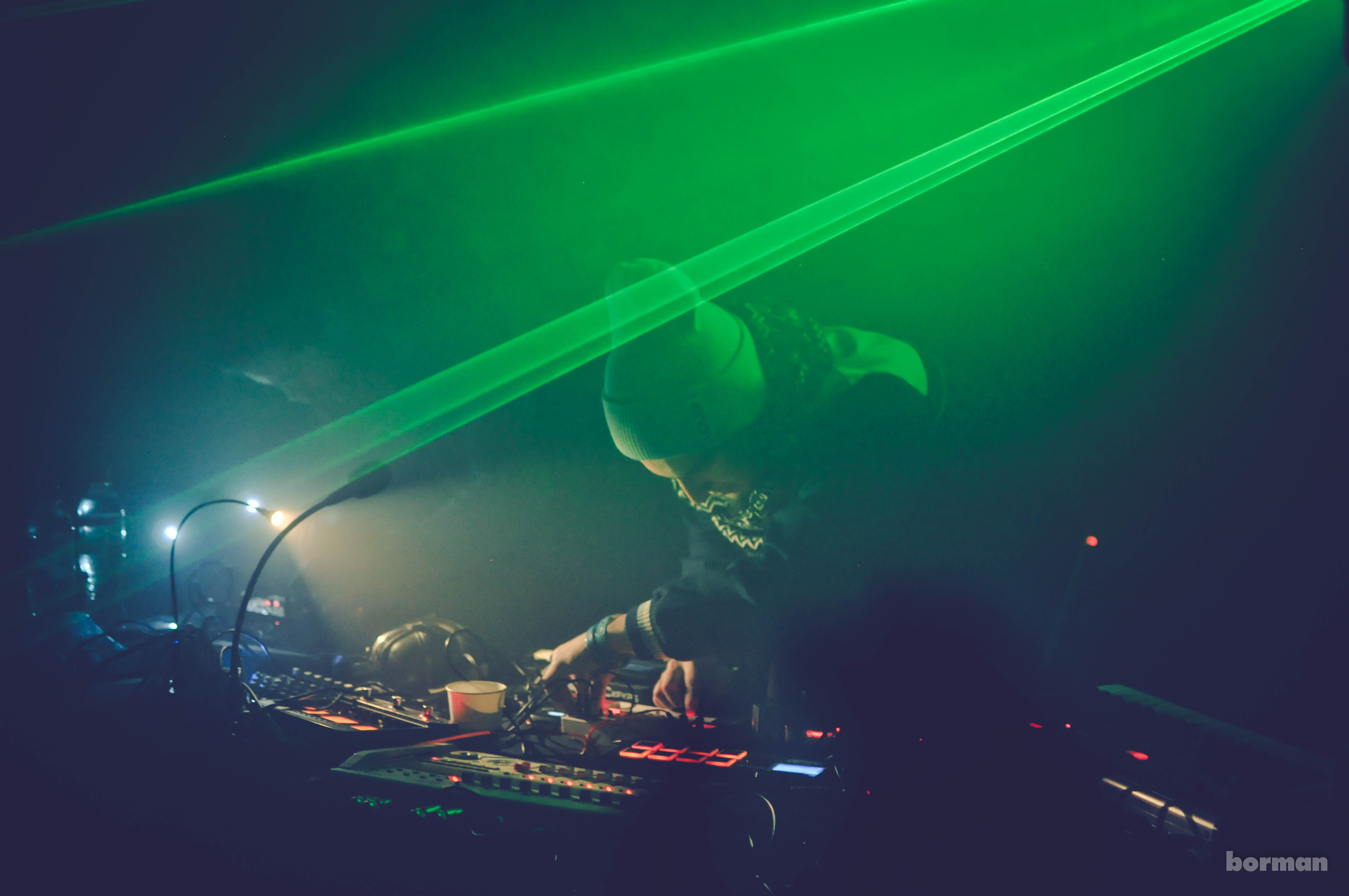
AЙKRTRONER в проекті ХАТНЄГРАННЯ TExNO в Актовому залі Fredra.61

FREDRA.61 проіснувало під однойменною адресою до кінця 2016 року. Починаючи із 2017 ініціатива перебралася в просторіше напів промислове приміщення на вулиці Зеленій 20. Разом із зміною локації, відбулася часткова зміна парадигми діяльності та назви ініціативи, якщо раніше тематична палітра подій була широкою — від мистецтва, зустрічей-обговорень, лекцій про класичну музику, дискусій і різнопланових концертів та вечірок від акустики до minimal techno, то «Актовий зал Fredra.61» вже був максимально сфокусований на концертах та вечірках, головним куратором став Тарас Лужецький aka Terry Mutini. Так у 2017 році, на новій локації відбулося лише два сети ХАТНЬОГОГРАННЯ. 28.01.2017 «TExNO», за участі NIKOLAY'a SELEKT'и та Маряна Боровця aka. BORMAN'a. Це була найбільш масова подія проекту за станом на період 2012—2022 роки. Остання подія проекту в Актовому залі — це «Pre party DJs&bandura», за участі Станіслава Крилова, та Анастасії Войтюк в рамках фестивалю «Lviv Bandur Fest». Після 2018 року FREDRA.61 заморозило свою діяльність, а приміщення перейшло до майстерні імпровізації SOMA, під кураторством Ольги Марусин.

### У гостях у ХАТНЬОГОГРАННЯ

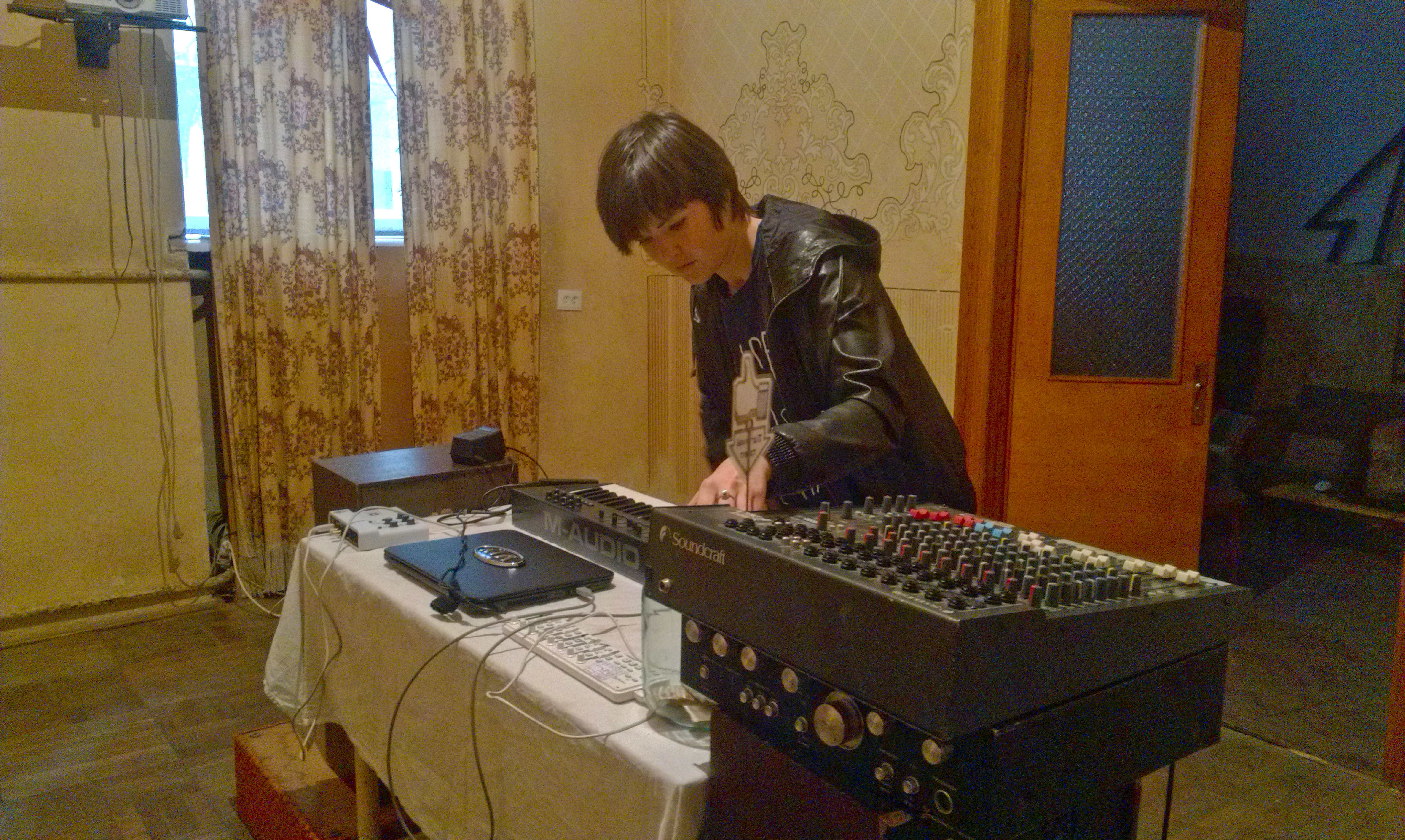
Олеся Оникієнко підключає сетап перед виступом на FREDRA.61 у гостях у ХАТНЬОГОГРАННЯ

Протягом 2014—2015 років у рамках ХАТНЬОГОГРАННЯ відбувалася серія концертів «У гостях у ХАТНЬОГОГРАННЯ», на яких у першій частині виступали запрошені виконавці та митці, а друга частина була зазвичай спільною імпровізацією. Кураторський відбір виконавців для концертів полягав на певній стильові і виконавській відмінності від актуальної на той час конвенції. Так Антон Лапов, aka lap0fvw і Юля Бугайова презентували тісно пов'язаний звуковим та музичним полотном аудіо-візуальний матеріал. Микола Selekta, aka Nikolay Laylay грав джазовий діджей-сет з вінілів. Саунд Артема Бемби це ретрофутуристичний прогресивний чілл, натхненний характерною стилістикою 80-х. FaUsT надзвичайно талановитий гітарист, який використовує модифіковану гітару із мануальною кнопкою mute, яку він використовує для саунд дизайну і поєднує гітарний fx із важким построковим звучанням. Олеся Оникієнко, aka Neither Famous Nor Rich поєднує вокал із меланхолійним експериментальним пост амбіентальним звучанням

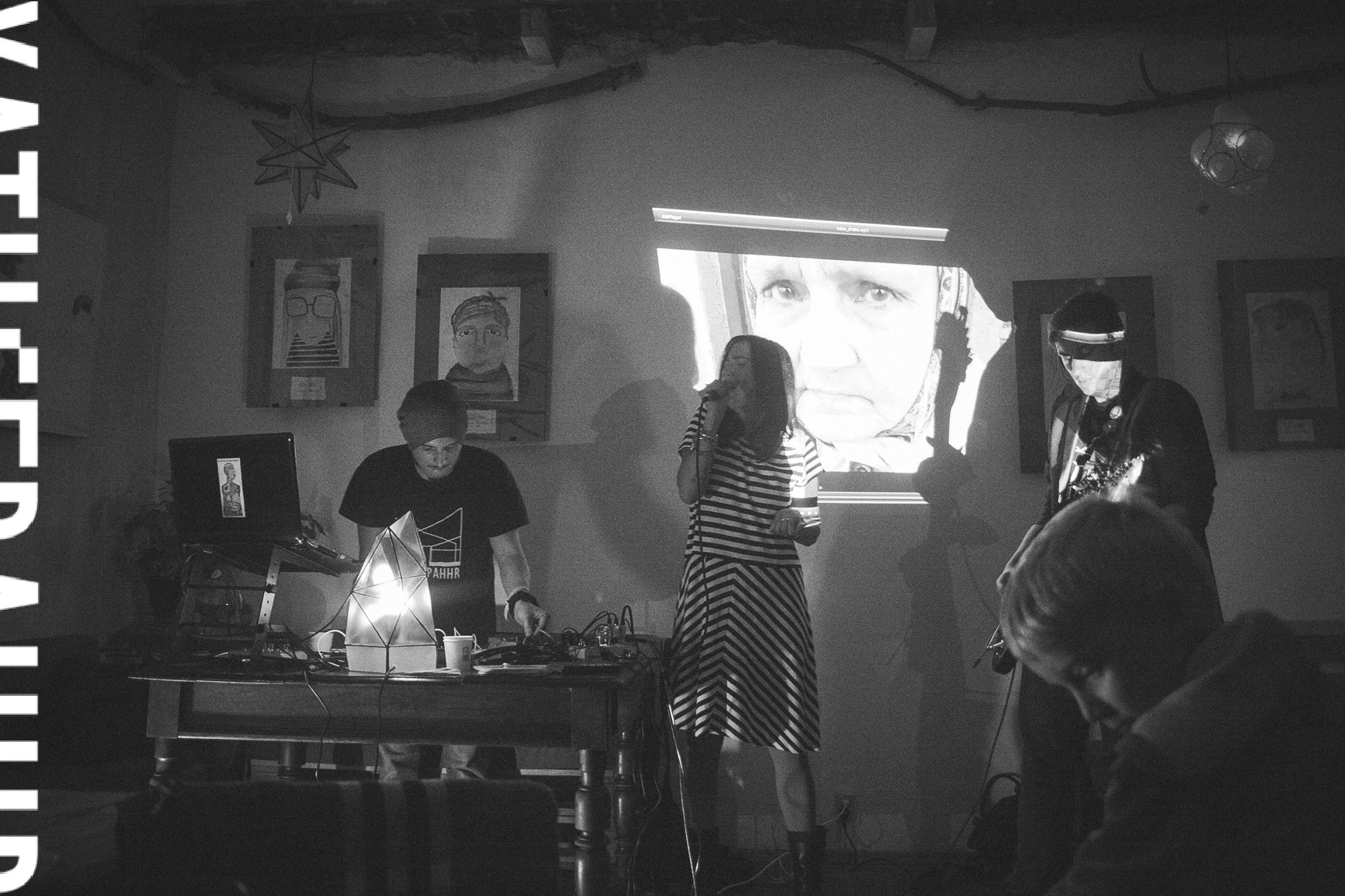
ХАТНЄГРАННЯ та May Lee проект БабаЖаба

## Співпраця із художнім середовищем

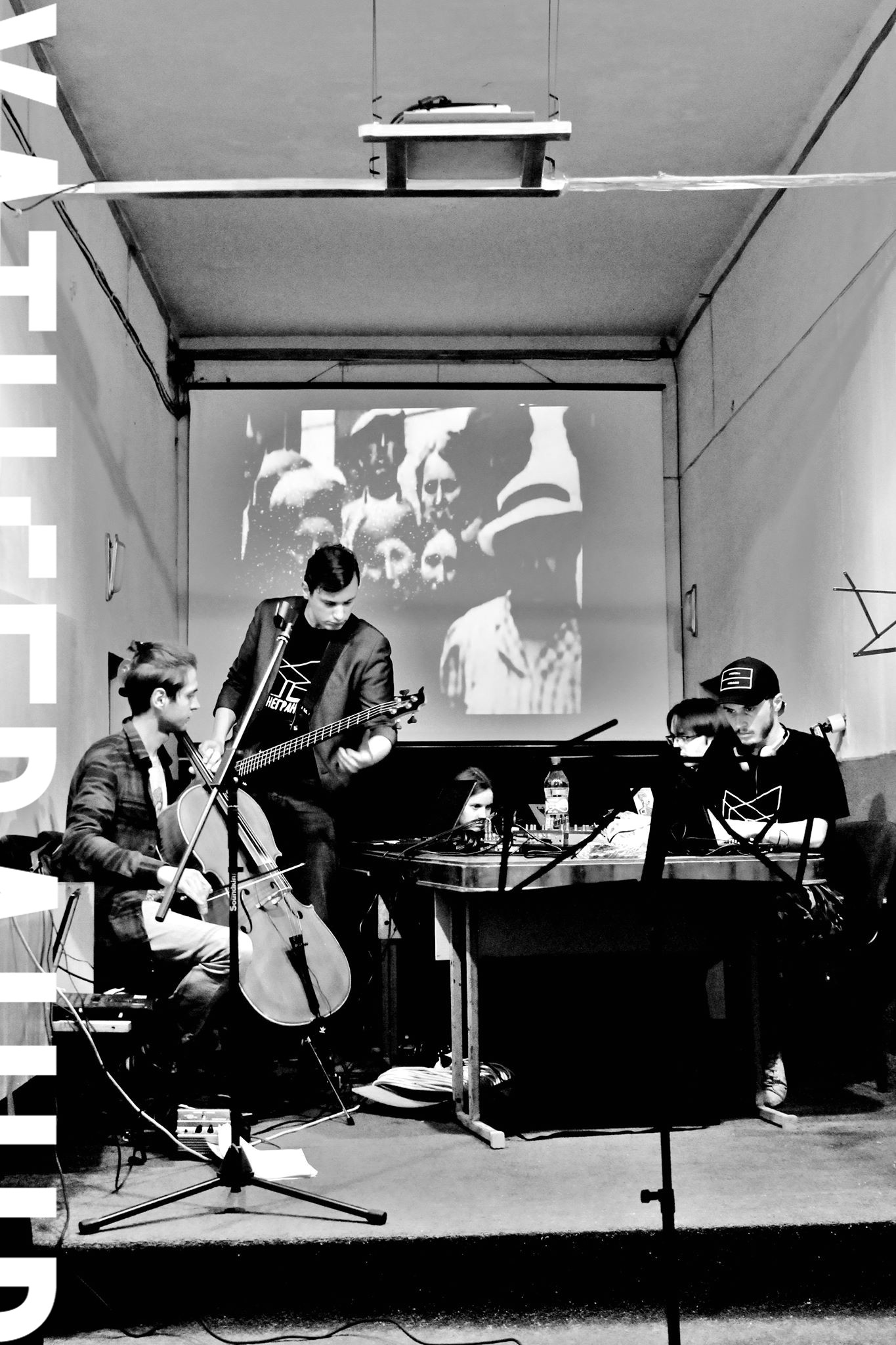
ХАТНЄГРАННЯ (Бедзвін, Трофимук, Булка, Веремієнко) в проекті 1984 в Тюрмі на Лонцького

ХАТНЄГРАННЯ — це лабораторія змішаних мистецьких практик, тому проект брав участь у колабораціях із немузичними середовищами, насамперед із художнім та літературним середовищами. Так 29 квітня 2014 ХАТНЄГРАННЯ у базовому складі виступає на відкритті виставки В()НА у Кав'ярні Леваковського. В цьому виступі проект обігрує цитати із пісні Плачу Єремії ВОНА, а також уривки американських реклам фототехніки. 25 червня 2014 проект бере участь у виставці естампів Богдана Пилипушка «1984. Вічний фашизм», співоганізованого Вікторією Садовою та Музеєм жертв тоталітарних режимів «Тюрма на Лонцького». До концерту доєднуються Юрко Булка (саундарт, музичне програмування) та Володимир Бедзвін (віолончель). Сесія відбувається на перетині літературної та мистецької складових, це двостороння імпровізація, при якій відвідувачі стають українські інтелектуали зачитують уривки з роману 1984 Джорджа Орвелла. Відразу на наступний день, 26 червня 2014 відбувається ХАТНЄГРАННЯ № 38, за участі Мирослава Трофимука і Андріяна Веремієнка у галереї Primus, на підтримку виставки Максима Рабчуна «Горизонталь Кольору». 30 вересня 2015 року відбувається колаборація проекту ХАТНЄГРАННЯ із фотографкою та блогеркою May Lee, в рамках відкриття виставки Софії Філіпчук «Баба-жаба» у просторі «Щось цікаве». В цьому сеті проект фундаментально звертається до естетики кавер-гуртів, роблячи кавери на пісні SADE, проте зберігаючи лише уривки лірики і створюючи абсолютно авторське аранжування. 01 грудня 2018 року ХАТНЄГРАННЯ виступає на відкритті виставки графіки Зоряни Починайко в URBANБібліотеці. Протягом 2018 року ХАТНЄГРАННЯ в складі Трофимук та Веремієнко колаборується із Зоряною Починайко (вокал) та Уляною Моравською так виникає проект MRЯКА. На цьому етапі в сесіях регулярно бере участь Андрій Lee (бас-гітара). В такому складі проект функціонує протягом року, виконавши разом два спільні концерти і три імпровізації.

## Співпраця з літературним середовищем

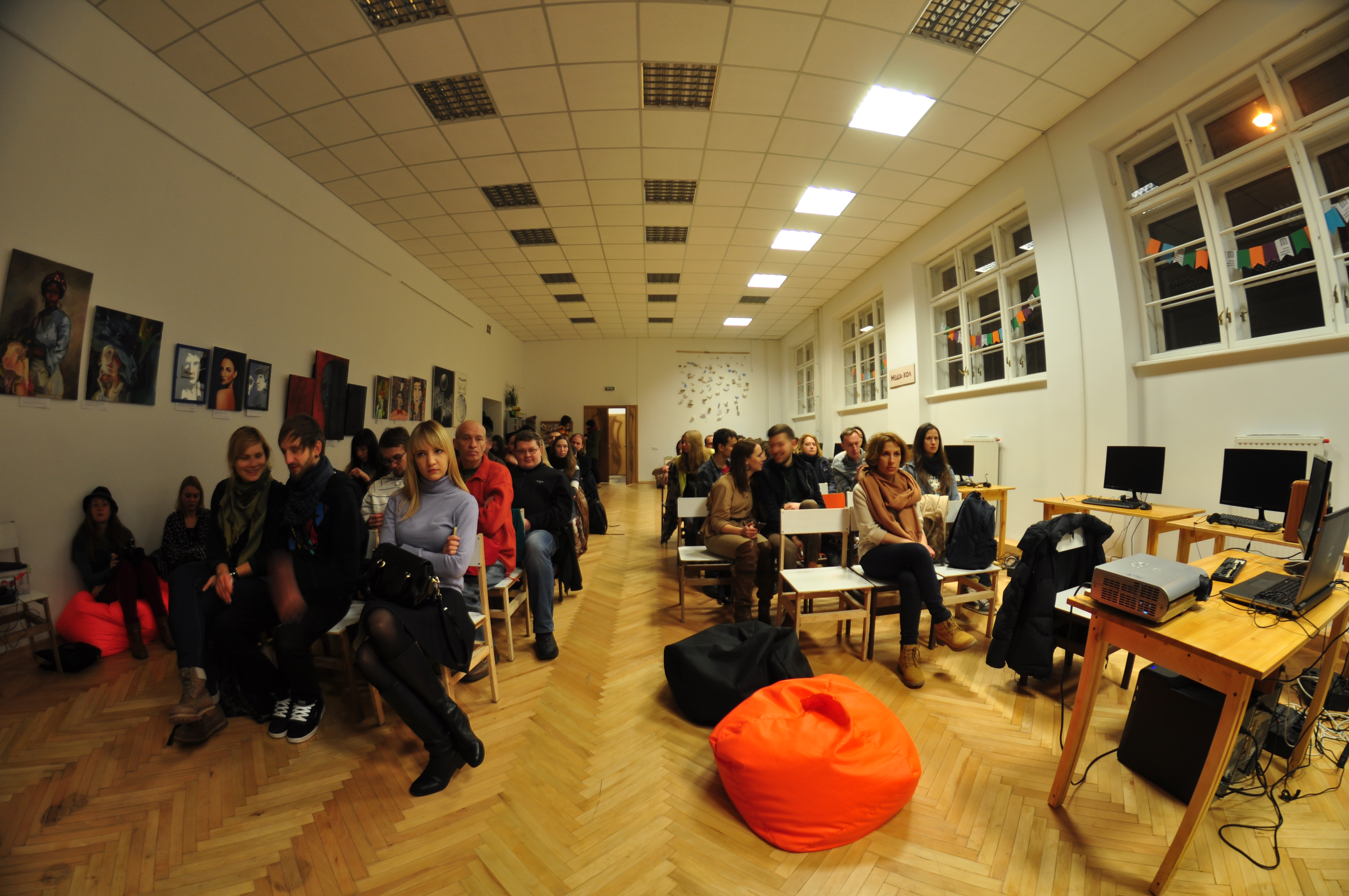
Відвідувачі на фестивалі MUZAHiST! FEST у 2015 році

Помітним є співпраця проекту із літературним середовищем. Починаючи із сольного проекту «ЗОНА» Мирослава Трофимука aka AЙKTRONER'а в 2013 році на Форумі Видавців, лінія поезії присутня у творчості ХАТНЬОГОГРАННЯ постійно. Так 11 вересня 2014 року в рамках 21 Форуму видавців у львівському барі SALO відбувається спецпроект ХАТНЄЧИТАННЯ за участі Ксенії Мних та Ростислава Кузика. Результатом цієї колаборації є альбом 2014 року Loneliness/Freedom. В контекст літературної співпраці вписується вже згадане ХАТНЄГРАННЯ № 14 «80 день року», а також серія домашніх непублічних сесій, в яких використовуються уривки з поезії Юрія Андруховича, Назара Гончара, Ігора Римарука, Тараса Шевченка, Михайля Семенка, з прози Олександра Довженка.

## Публічні інтервенції
Проект експериментує не лише із звуком, складами, та інструментами, але також із локаціями. Намагаючись переосмислити відповідність місць для публічних виступів, ХАТНЄГРАННЯ реалізує дві інтервенції у публічні простори — це концерт «Електрон 2014» у львівському трамваї на День вуличної музики, в якому проект також звертається до поезії, цього разу Ірини Вікирчак, а їдучи на фестиваль Гамселить до Тернополя 09 травня 2014 року музиканти влаштовують шумовий джем-сейшн в електричці під назвою «Електропоїзд 6044».

## ХАТНЄГРАННЯ і фестивалі

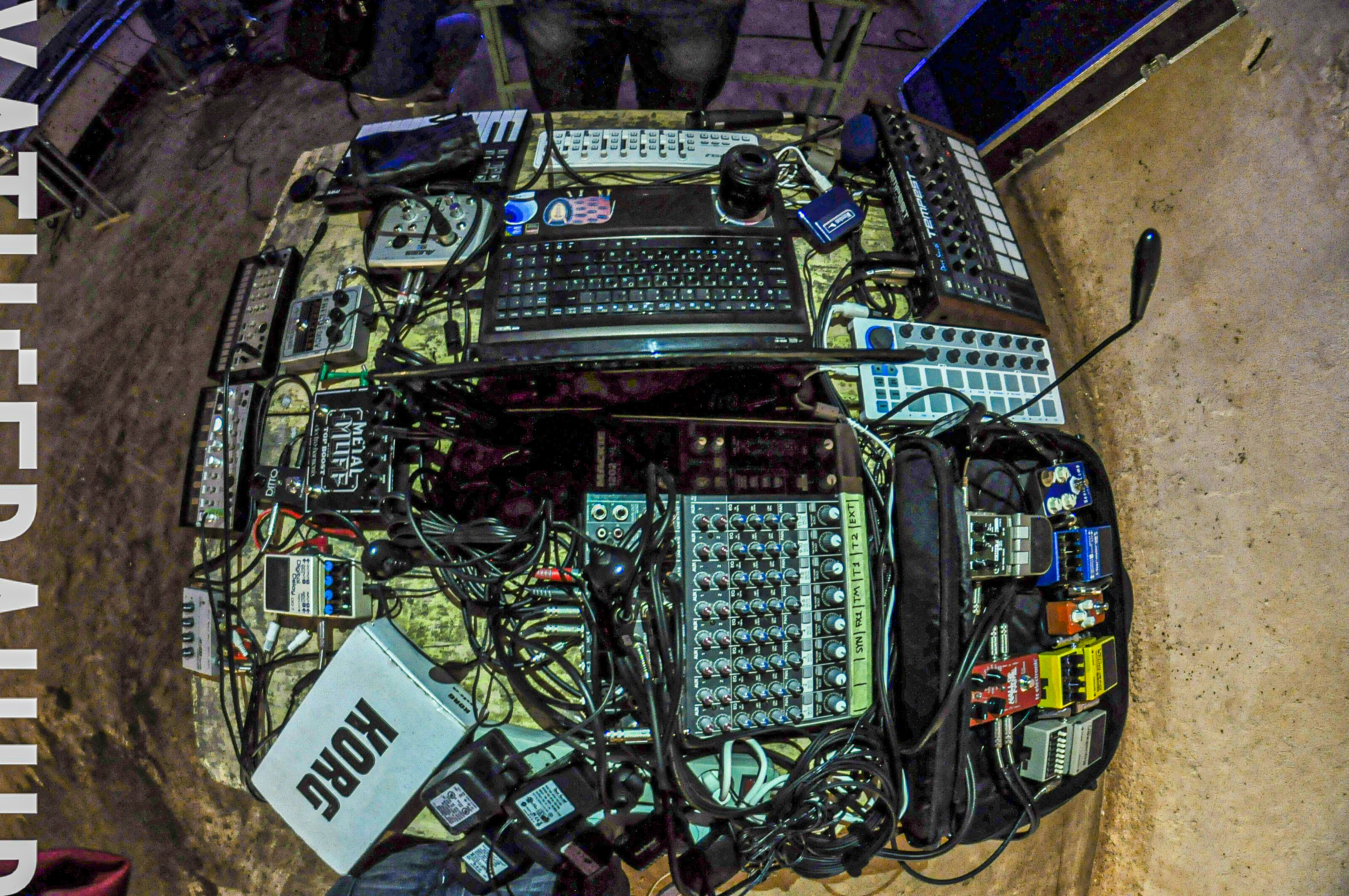
Сетап, який використовувався проектом ХАТНЄГРАННЯ на фестивалі ГАМСЕЛИТЬ у 2015 році.

За час 2012—2022 років ХАТНЄГРАННЯ головно брали участь у фестивалях електроакустичної музики Vox Electronica та нової музики Контрасти, але окрім цього 29 листопада 2014 року ХАТНЄГРАННЯ разом із Марічнкою Чічковою виступає на львівській едиції кураторського фестивалю Олександра Сушинського "MUZAHiST! FEST " у Першій львівській медіатеці. Тематикою виступу є дослідження космосу організацією NASA, а матеріалом для композицій стають опубліковані на той час публічні архіви переговорів космонавтів NASA, поєднані із народним співом Марічки Чічкової. У 2017 році ХАТНЄГРАННЯ стає учасником фестивалю BookWormMusicFest, презентуючи змішану програму — частково це створений Мирославом Трофимуком за час перебування на стипендії Gaude Polonia сет Shimmer of the Universe, який пізніше стане частиною альбому ZEMLA, разом із матеріалом міні-сету на основі документальних фільмів про Дьорда Лігеті і уривків лекцій Каргайнца Штокгаузена, з сету-відкриття для фестивалю Контрасти у 2015.

### ХАТНЄГРАННЯ та фестиваль Контрасти
Вперше ХАТНЄГРАННЯ виступили на фестивалі сучасної музики Контрасти 3 жовтня 2015 року в синтетичній колаборації із парфумерним проектом OLFACTORIUM Влада Зварича та Богана Зубченка. Проект, який відкривав та закривав «Ніч Контрастів» мав назву «Парфумерні трансформації образів» і полягав у одночасному змішуванні парфумерних реактивів, розпилених у повітрі та нанесених на стіни приміщення та музичній імпровізації, яка перетворювалася відповідно до того як ці реактиви співдіяли у просторі. Наступного 2016 року ХАТНЄГРАННЯ презентували аудіо-візуальний перформанс із ключовою хореографічною частиною у виконанні Надії Горудько. Цього разу виконавці були заховані за мультимедійним екраном, на якому висвітлювалися лише їхні проєкції та генеративні візуалізації створені Тарасом Шпотом, а єдиним видимим учасником була танцівниця. 20 жовтня 2018 року на фестивалі виступив AЙKTRONER із амбіентальним сетом базованим на генерованому матеріалі з постгуманістичним текстом у виконанні генератора мовлення, італійського філософа музики та CEO MUSIco Лоренцо Брушці і на протиставлення цієї технологічної тематики натуралістичним роздумам поета Олега Лишеги.

### ХАТНЄГРАННЯ та фестиваль ГАМСЕЛИТЬ

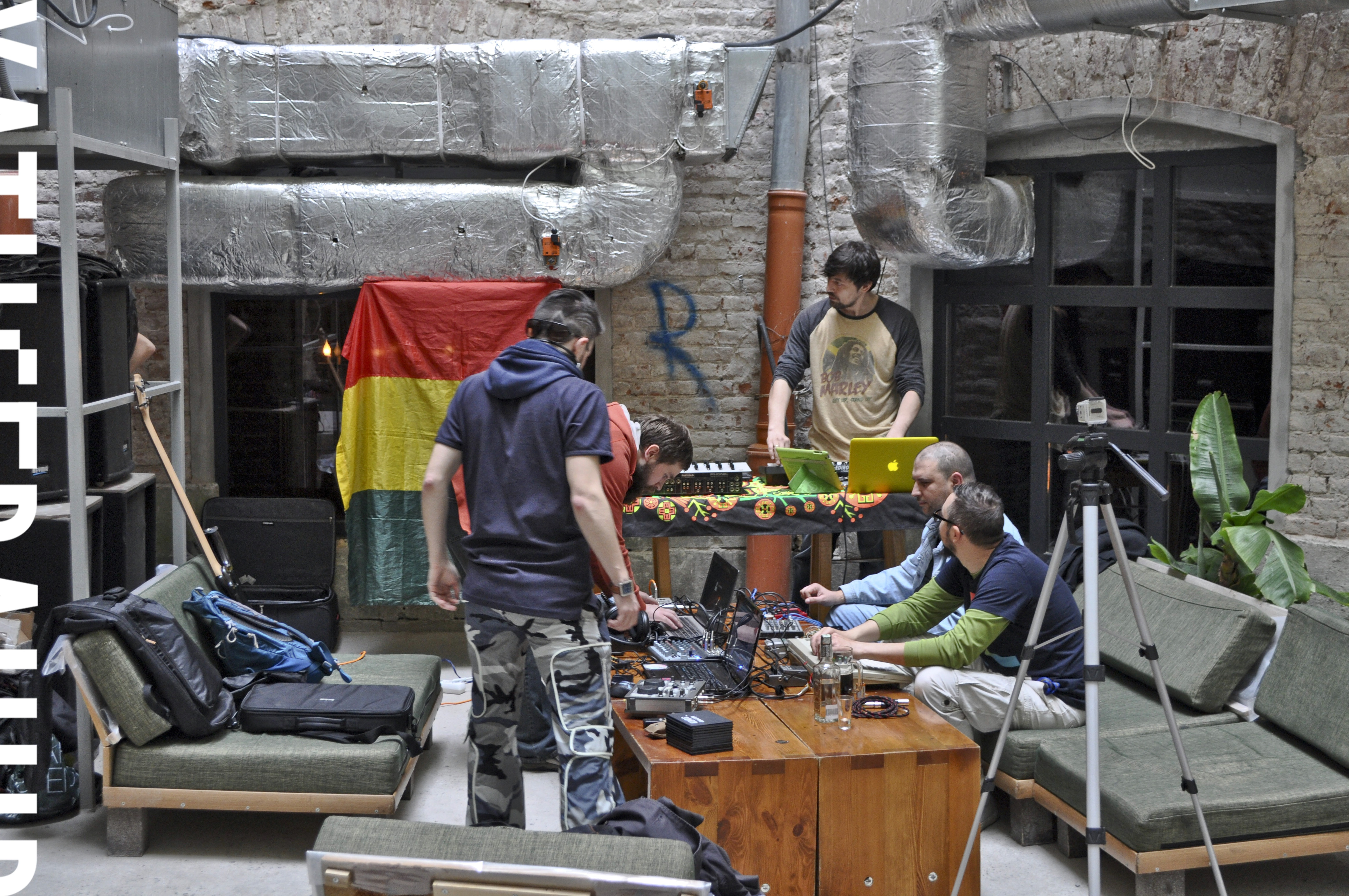
ХАТНЄГРАННЯ та SUBPRODUKT на фестивалі Гамселить у 2014 році

Проект двічі брав участь у тернопільському фестивалі Гамселить. У 2014 році, окрім інтервенції в потязі «Електрон 2014», ХАТНЄГРАННЯ презентували відгалужену версію аудіо-візуальної історії «Частини міста. Львів». Версія для Гамселить називалася «Частини міста. Індустріальний район» і опублікована альбомом « City Parts/Industrial district». Сет складався із синтезу індустріального музичного полотна та цитат із традиційної народної музики. 26 квітня 2015 року ХАТНЄГРАНЯ презентували на Гамселить складний сет-потік, в якому вперше за історію проекту Андріян Веремієнко взагалі не використовував гітару, а Тарас Шпот використовував так званий feedback loop сетап, базований на закороченому звуковому сигналі, що генерується і перетворюється лише в зв'язці гітарних ефектів педальок. Уривок цього сету, під назвою «The crunchy punchy RAI Studio of Phonology polylogue» увійшов до альбому «Polylogues» 2021 року. Наслідком співпраці із Ярославом Качмарським та фестивалем Гамселить стала участь проекту в фестивалі АРТПОЛЕ, в липні 2014 року. ХАТНЄГРАННЯ у складі Андріян Веремієнко, Ксенія Мних та Роман Коваль взяли участь у «Лабораторії шуму» разом із учасниками гурту «ZSUF».

### ХАТНЄГРАННЯ та фестиваль. VOX ELECTRONICA

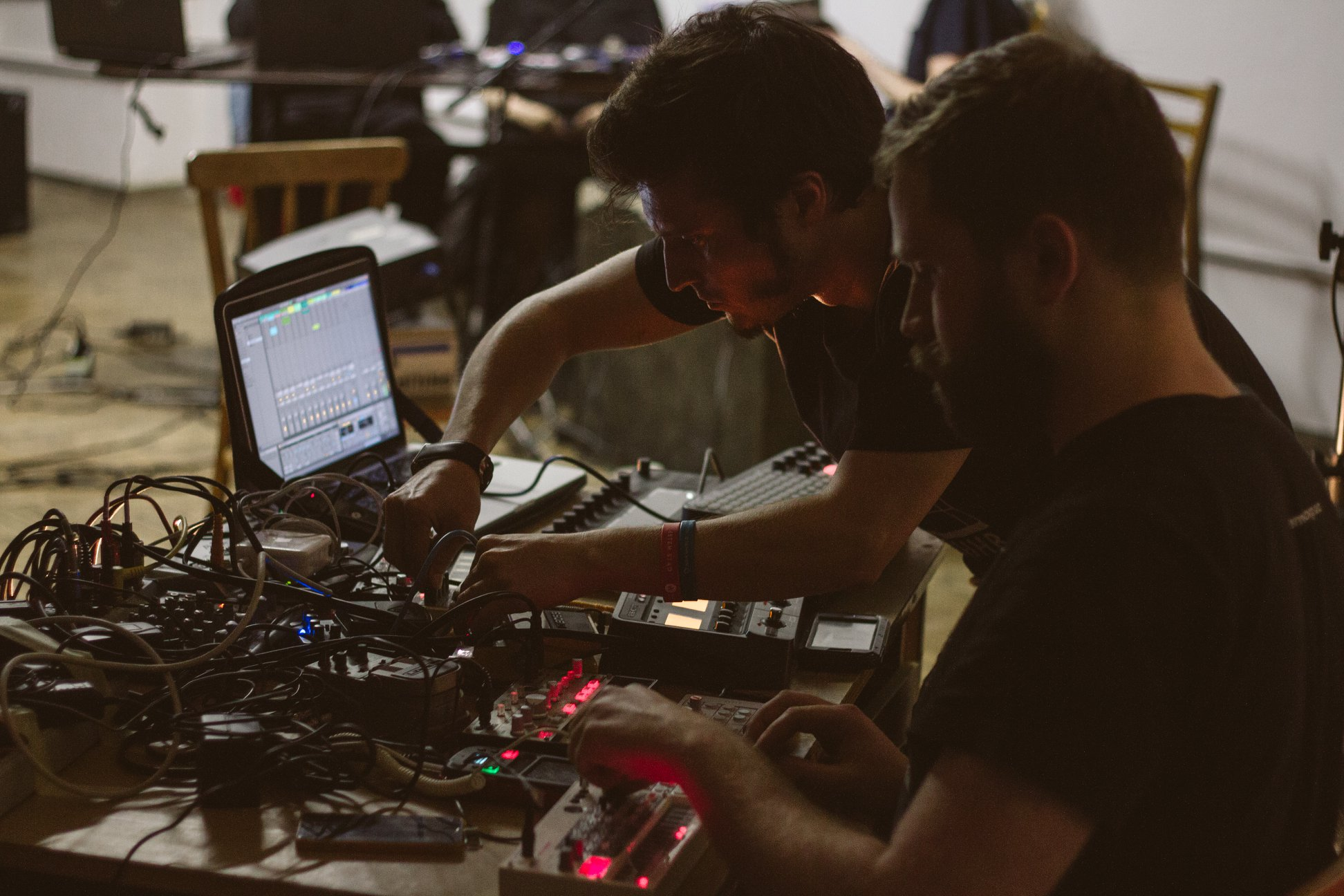
ХАТНЄГРАННЯ на Vox Electronica 2018

Найбільш тісним можна вважати співпрацю проекту ХАТНЄГРАННЯ із фестивалем електроакустичної музики Vox Electronica. Співпраця із цим фестивалем почалася із сольного виступу Миросава Трофимука у 2013 році із композицією для плівки «Прип'ять». Це композиція із альбому ЗОНА. 7 вересня 2014 року Мирослав Трфоимук ере участь у Vox Electronica із польським музикантом Вайтеком Квапісінським. Войтек використовує неконвенційні інструменти — машинки для гоління, а Мирослав зокрема вперше звертається до міксування і гранулярного перетворення вокалу Ніни Матвієнко. У 2015 році Трофимук і Шпот готують амбіентальну програму для студії EESEM, Тарас Шпот використовує feedback loop техніку у цьому сеті.  У 2016 році від проекту у фестивалі бере участь лише Тарас Шпот, оскільки Трофимук перебуває на стипендії  Gaude Polonia, а у 2017 ХАТНЄГРАННЯ представлене, як частина делегації польського проекту GrupLab / Plejrek 77, студії SME при Музичній академії в Кракові. Сет Трофимука та Шпота з 2018 року на фестивалі Vox Electronica виданий окремим альбомом «summer melancholy». Останнім перед епідемією COVID та тотальним локдауном проектом на фестивалі Vox Electronica 2019 був сет ХАТНЄГРАННЯ № 99 «eclectic syncretism» за участю, окрім звичного складу проекту також директора фестивалю Остапа Мануляка (музичні аплікації), Юрія Булки (алгоритмічне програмування), Романа Фещака (духові, лупер), та Андрія Ковальського (клавіші) в його дизайнерській студії Inshovid на Заводі РЕМА у Львові. Сет був фізично виданий на польському лейблі AUDIOMAT у листопаді 2019. У 2020 році, у час локдауну, на фестивалі виступив Мирослав Трофимук із сетом, який вшановує пам'ять українського режисера Романа Віктюка і вдруге після проекту «80 день року» звертається до авангардової поезії Михайля Семенка «Місто».

## Локальна[8]та міжнародна промоційна діяльність
ХАТНЄГРАННЯ це лабораторія для нетворкінгу, базована на горизонтальних зв'язках і низовій комунікації. Локальна діяльність полягає у промоції концепцій низової діяльності в Україні, проектів самвидаву, самоорганізації та низової промоції, а також ідей низового нетворкінгу. Також на локальному рівні проект проводить промоцію експериментальної електронної музики для дітей, як універсального інструменту комунікації і нетворкінгу. Міжнародна діяльність проекту ХАТНЄГРАННЯ лежить у площині популяризації української музики у іншомовних виданнях, організації міжнародних подій, концертів, музичній видавничій діяльності та реалізації промо проектів. До 2015 року на попередній сторінці ХАТНЬГОГРАННЯ існував архів ключових аспектів української електронної музики та низових ініціатив, проте сторінка була хакнута малайзійськими хакерами у 2020 році і не підлягає відновленню.

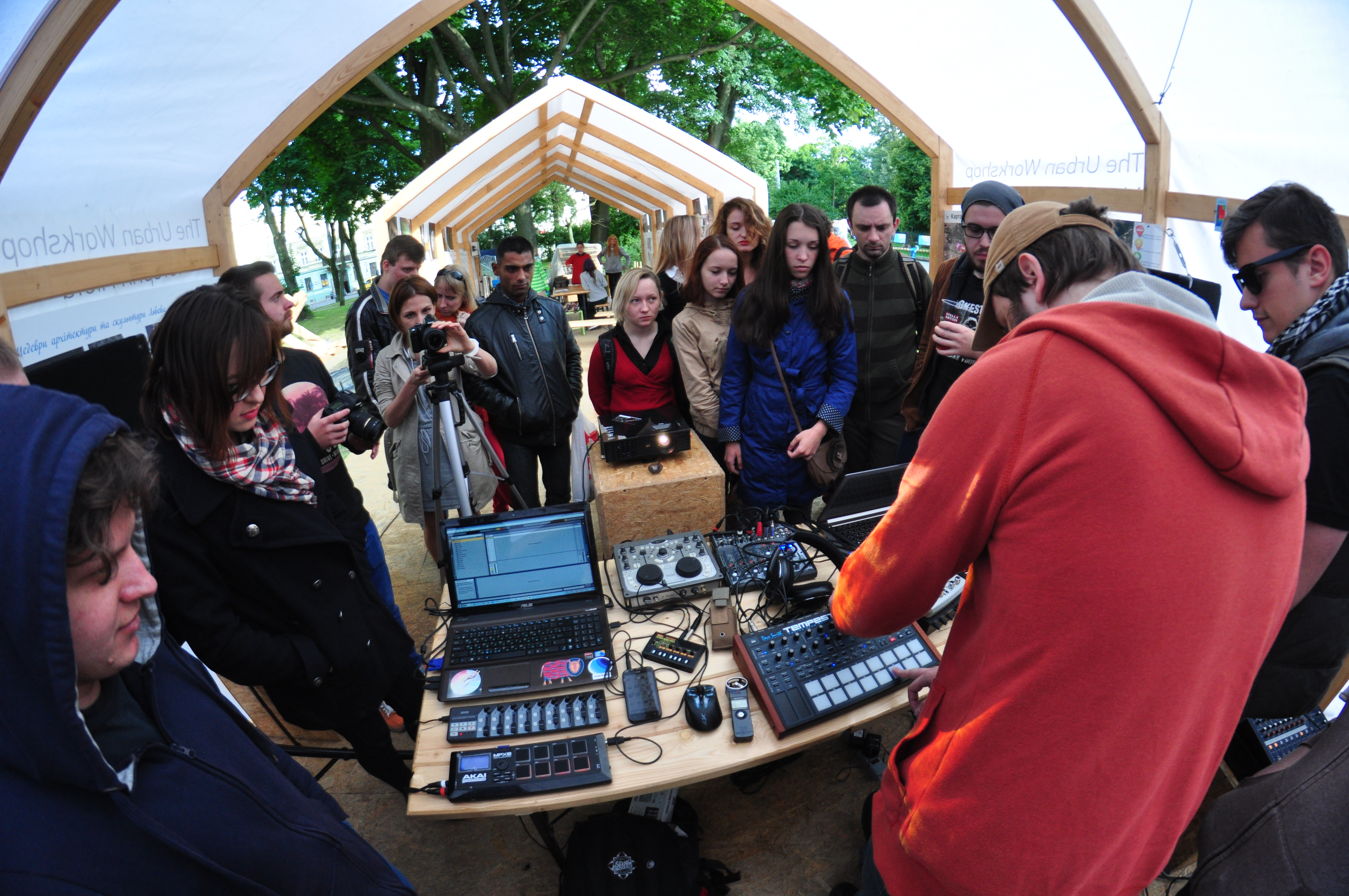
Майстер-класи «Музичне обличчя Львова» на Майстерні міста у 2014 році

### Локальна співпраця
На локальному рівні ХАТНЄГРАННЯ займається навчальними та соціо-культурними проектами. 22 червня 2014 року ХАТНЄГРАННЯ провели денний майстерклас «Музичне обличчя Львова» на Майстерні міста перед Національним університетом ім. Івана Франка у Львові. В рамках майстер-класу учасники могли використовувати апаратуру усіх учасників проекту. Кожен учасник приніс всю домашню студію і протягом дня палатка Майстерні міста перетворилася на музичну студію. Друга частина майстеркласу полягала у дослідженні пісень про Львів. Перелік не обмежувався лише електронною музикою, це були популярні композиції, визначальною була лише згадка про Львів. В рамках проєкту релізом вийшов альбом «Частини міста. Львів» в колаборації із Данилом Петрушенком. В рамках локальної співпраці проект ХАТНЄГРАННЯ брали участь у трьох навчальних ативностях на одному з найдавніших районів Підзамче. Першою такою подією був день відкритих дверей на «Фабриці повидла» (актуально Jam Factory), у серпні 2014. ХАТНЄГРАННЯ провели майстер-клас із використання музичної апаратури. Другою подією був фестиваль сусідів на Підзамче у вересні 2014 року, в рамках якого ХАТНЄГРАННЯ підготували музичний сет базований на естрадних композиціях. У 2015 році, в рамках «Першого міжнародного форуму низових ініціатив» відбулися майстер-класи "Як «звучить місто», у співпраці із Оленою Малець та однойменна лекція Остапа Мануляка на Майтерні міста.

### Міжнародна діяльність
В Червні 2014 року в рамках промо-туру із проектом «Частини міста. Львів» відбувся виступ у Любліні, на фестивалі Noc Kultury і у варшавському клубі Chmury, разом із проектом із франції Grand Detour. У 2015 році ХАТНЄГРАННЯ колаборується із жешівським гуртом Śmierdzące Kwiatuszki, а в 2016 році, на ESK Вроцлав, у клубі Proza, в рамках Європейської столиці культури, від проекту презентує свій  сольний сет Мирослав Трофимук aka AЙKTRONER. На міжнародному рівні ХАТНЄГРАННЯ налагодили співпрацю із Краківською музичною академією, та професором Мареком Холонєвським, візуальним артистом Артуром Лісом та філософом музики Лоренуо Брушчі. Протягом 2017 року ХАТНЄГРАННЯ через присутність Мирослава Трофимука вливається у краківську серію концертів Plejrek, щотижневі імпровізаційні зустрічі GRUPLAB та регулярну активність Студії електроакустичної музики краківської  музичної академії  У 2017 та 2018 році відбувається колаборація Мирослава Трофимука Юрка Булки та Лоренцо Брушчі у форматі паралельного проекту MULNA, аудіовізуальні імерсивні перформенси перезентовані на фестивалі AudioArt у краківському HEVRE.

## Перший міжнародний форум незалежних ініціатив «ХАТНЄГРАННЯ: КУХНЯ»

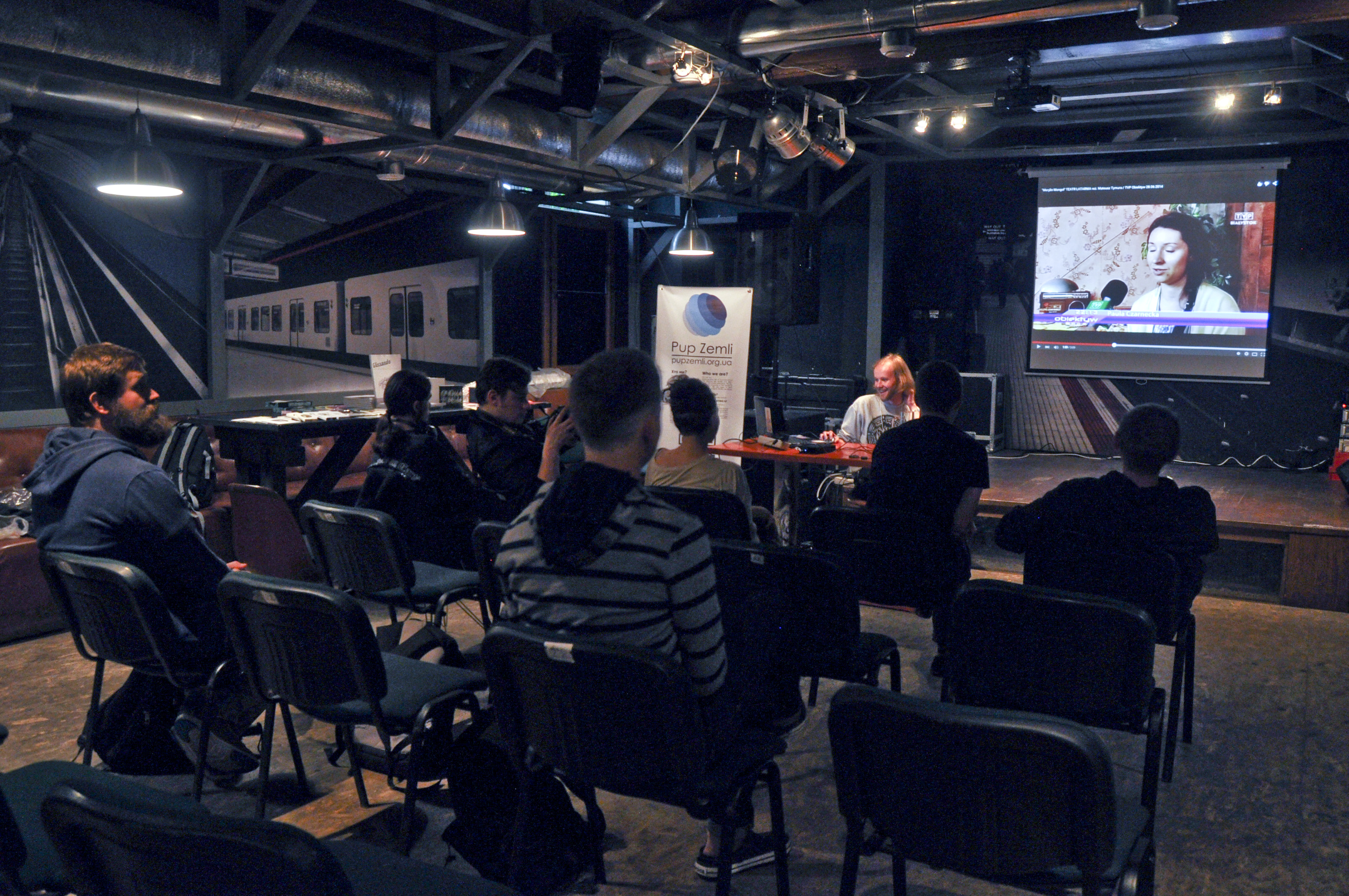
Адам Франкевич на Першому міжнародному форумі незалежних ініціатив у Львові

У червні 2015 команда ХАТНЬОГОГРАННЯ організувала Перший міжнародний форум низвих ініціатив ХАТНЄГРАННЯ: КУХНЯ. Форум був спрямований на знайомство музикантів та ініціатив з України із польськими колегами. Учасниками з України були Олександр Сушинський, Антон Лапов, Євген Гордеев, Остап Мануляк, гурти Sport and Music та Diser Tape, учасники з Польщі — Дарек Пєтрашевські, Катажина Крулікувська, Адам Франкевич, Текла Мрозовіцка та Лукаш Стшельчик. На самому форумі обговорювалися практичні результати ти modus operandi польських інституцій  Pionierska Rec., Trzecia Fala, Pointles Geometry, Glissando, українські представники розкривали філософські концепти за промоцією нішевої культури на Східній Україні і в Києві. Протягом тривання всього Форму діяв ярмарок незалежних лейблів і видавництв із Польщі та України, де можна було придбати відповідні музичні касети, диски, sd карточки, журнали і книги. Це перший такий обширний ярмарок незалежного самвидаву у Львові.

### Концерт PLUA AND PLAY

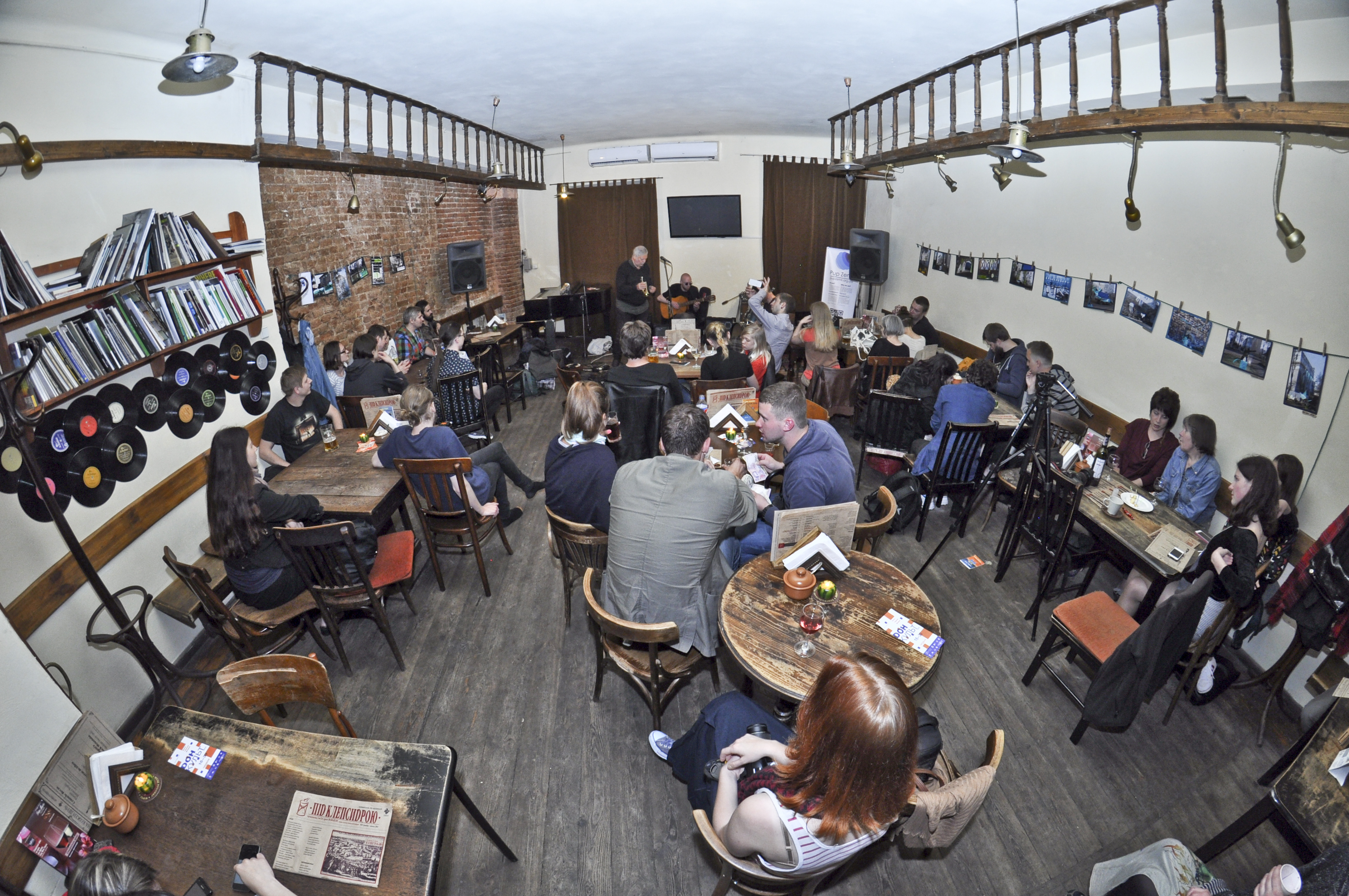
Юрій Зморович та Олександр Сушинський, концерт PLUA&PLAY в Дзизі

В рамках Форуму відбувся концерт імпровізаційної електро-акустичної музики PLUA AND PLAY. В концерті взяли участь два дуо Дарек Пєтрашевський (гітара, об'єкти) та Адам Франкевич (касети, касетні плеєри) і Олександр Сушинський (розстроєна акустична гітара) і Юрій Зморович (вокал, неконвенційні техніки).

#### Арт-об'єкт аудіо-плакат для концерту PLUA & PLAY
За кілька тижнів до події в холі галереї Дзига був розміщений аудіо-плакат. На попередньо роздруковану площину з роздрукованими логотипами та брендованим тлом був прикріплений касетний аудіо-магнітофон. Інформація про концерт розповсюджувалася натисканням кнопки «play», що запускало касету із записом голосу Володимира Беглова «20 червня, о 20.00, арт-кав'ярня Квартира 35. Сушинський, Зморович, Пєтрашевський, Франкевич в концерті імпровізаційної електро-акустичної музики PL UA AND PLAY. Вхід вільний».

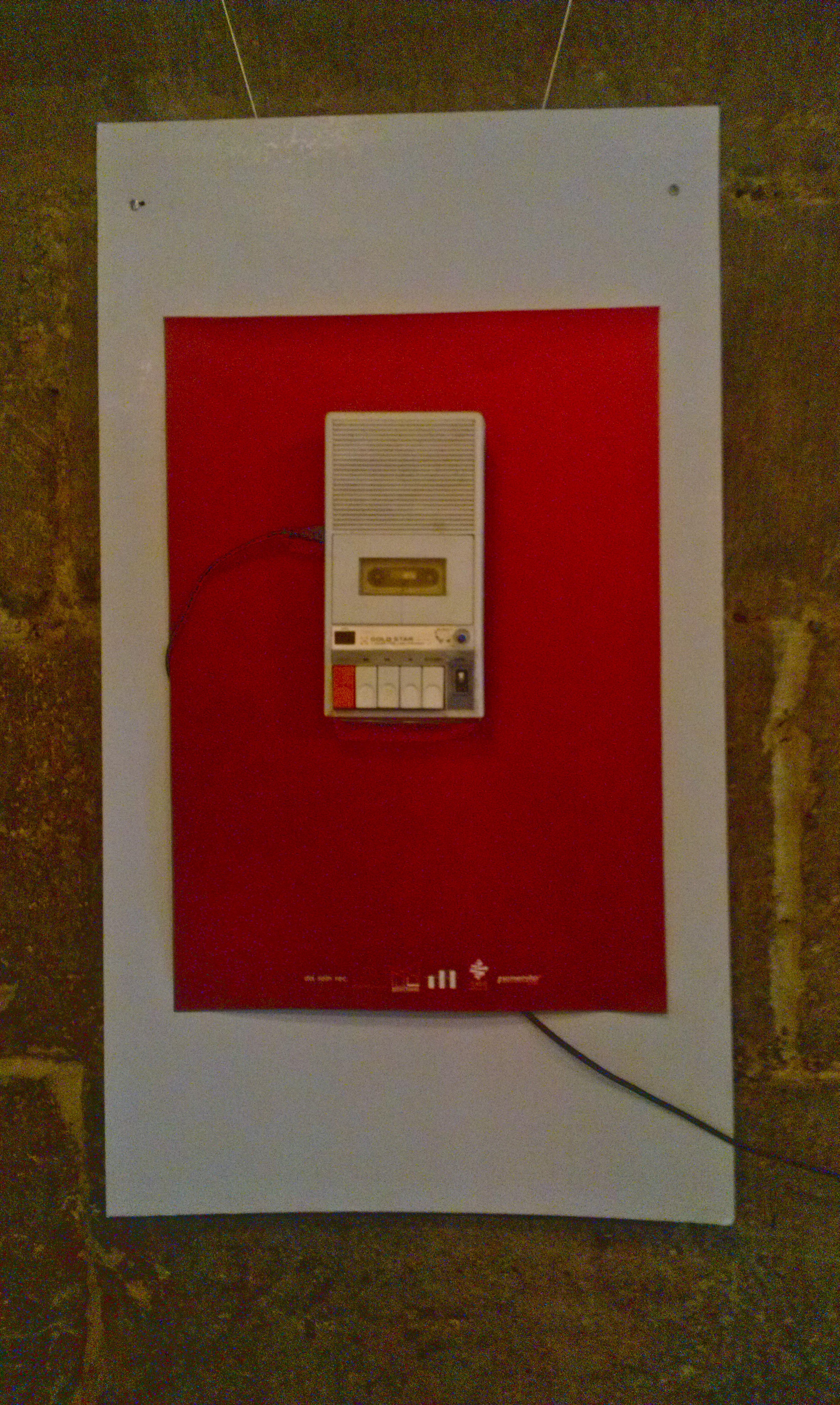
Аудіо-плакат для First International Forum of Indepencent Initiatives реалізований студією Zemla Studio

### Концерт ЕЛЕКТРОТЕРАСА
Заключним концертом Форуму була електронна локація в рамках «Свята музики» в колишньому скваоті неподалік від Польського консульства у Львові, на вул. Івана Франка 112. В концерті взяли участь Diser Tape, Sport and Music, Tekla Mrozowicka, John Object, а розпочався концерт касетним сетом-презентацією Адама Франкевича, який складався із компіляції сучасної польської музики.

#### Критика
Ярослав Качмарський критикував організацію концерту ЕЛЕКТРОТЕРАСА в соціальній мережі Facebook через використання на івенті домашньої акустичної системи фірми SVEN.

### Майстер-класи «Як звучить місто: вуличне полювання на звуки»
В рамках Форуму, за підтримки Майстерні міста відбувався навчальний проект «Як звучить місто: вуличне полювання на звуки». Певним чином цей проект продовження майстер-класів на Майстерні міста 2014 року, але цього разу варштати були організовані у співпраці із Оленою Малець. Олена була кураторкою філдрекордингової частини майстер-класів, в процесі якої діти збирали звуки у основних районах Львова. Майстер-класи розпочалися ввідною лекцією Мирослава Трофимук та Остапа Мануляка про ази синтезу звуку і саунд дизайну. Після збору матеріалу учасники могли пробувати компонувати власні твори, міксуючи та спотворюючи його. Майстер-класи і сам Форум завершився виступом проекту ХАТНЄГРАННЯ разом із композиторкою і солісткою Дарією Туріною. Концерт завершився конфліктом із місцевими мешканцями Площі Теодора, які вимагали завершити концерт довчасно.

## Проект [НЕ]ЗАЛЕЖНІСТЬ

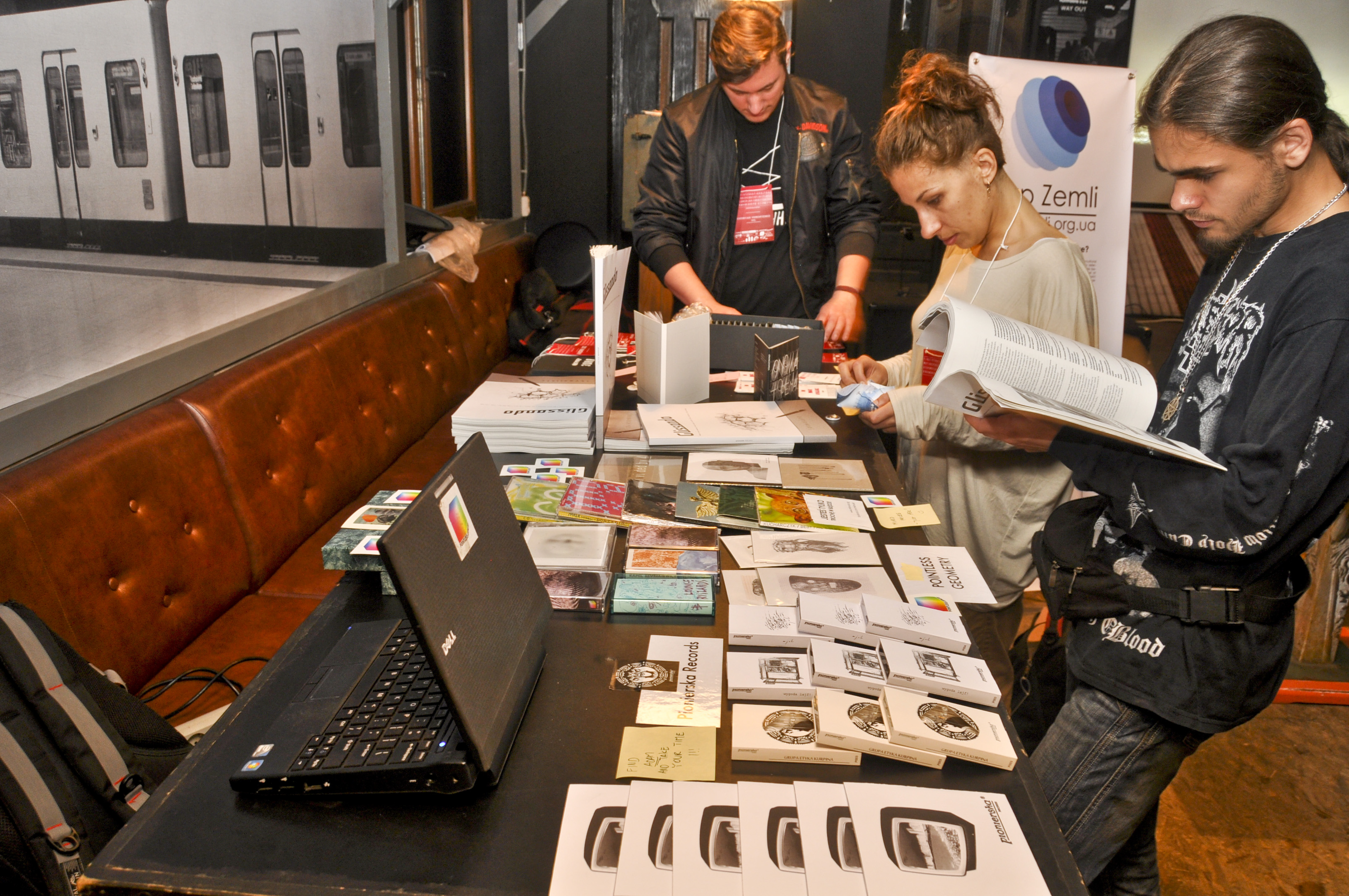
Маркет незалежних видавництв на Першому міжнародному форумі незалежних ініціатив у Львові у 2015

Протягом 2017 року, перебуваючи на Gaude Polonia Мирослав Трофимук реалізує проект дослідження низових ініціатив у Польщі. В рамках проекту записані інтерв'ю із Янеком Замойським з галереї Czułość, Мареком Холонєвським з ініціативи MuzykaCentrum, Марцінем Барським, засновником лейблу Audiomat і MATHKA, з редакцією журналу Glissando, з Шимоном Шельцем і Якубом Грохолою, засновником зіну сфокусованого на публікації коміксів MYDŁO, Маріушем Войцеховським, засновником варшавського простору Przestrzeń Prywatna і Міхалем Хоєцьким, засновником видавництва Oficyna Periferie. На основі інтерв'ю є показана мережа та взаємозв'язки між інституціями та людьми у мережі.

## Видавнича діяльність
- У 2016 році появляється дипломна праця «Media niezależne oraz inicjatywy oddolne, jako podstawy społeczeństwa obywatelskiego (na przykładzie polskich mediów niszowych o tematyce muzycznej)», яка досліджує взаємозв'язки між низовою діяльністю та появою громадського суспільства.
- У 2017 році в журналі Glissando опублікована стаття в англомовному перекладі Тараса Малковича «Lviv Contemporary Music»[13].
- У 2018 році в інтернет-виданні Державного центру культури Польщі Culture.pl опублікована україномовна стаття «Нова музика Львова: „Unsound“ та інші»[14]
- У 2019 році в журналі Fragile опублікована польськомовна стаття UKRAINIANS JUST WANNA HAVE FUN[15]

## Публічні обговорення
- 27 червня 2014 року відбулася «Зустріч на Князя Романа», розмова про електронну музику в Україні і презентація проекту «Частини міста. Львів» за участі Остапа Мануляка і учасників проекту ХАТНЄГРАННЯ[16]
- У березні 2017 року, в краківському MOCAK’у відбулося публічне обговорення «Europa Środkowa w SIECI konceptualizmów»[17] за участі Антонія Міхніка, Лукаша Козака, Юстини Стасьовської і Мирослава Трофимука, обговорення було продовженням статті «Lviv Contemporary Music»[18].
- У липні 2017 року, в Українському домі, у Варшаві відбувається презентація проекту [[[НЕ]ЗАЛЕЖНІСТЬ]], який реалізовувався у рамках проекту Gaude Polonia. Це дослідження практик низової діяльності польських та українських низових ініціатив. Подія складалася із двох частин — обговорення за участі Антонія Міхніка та Мирослава Трофимука та музичної частини, напрацювання проекту Shimmering of Universe та спільної імпровізації Nikolay Selekta, Антона Стука та виконавця із псевдонімом ANGVO[19].
- У жовтні 2017 року, в рамках Фестивалю сучасної музики Контрасти відбувається обговорення «BETWEEN CONCEPTUALISM AND SOUND-ART. DISCUSSION ABOUT CONTEMPORARY MUSIC IN LVIV», в якому Мирослав Трофимук та Ян Топольський, головний редактор журналу Glissando обговорюють перспективи для середовища експериментальної музики у Львові[20].
- У 2018 році в рамках конференції NETWORK у каківській Музичній академії відбувається виступ «[[[IN]DEPENDENCY]] project» про екосистему громадянського суспільства[21].
- У 2019 в рамках промоції видання журналу Fragile Ukrania, відбувається публічна зустріч Ukrainians just wanna have fun в Кракові, та презентація теорії Української музики на перетині «традиції та інновації»[22].
- У лютому 2022 році відбувається лекція Ukriane в студії SME[23].

## Дискографія

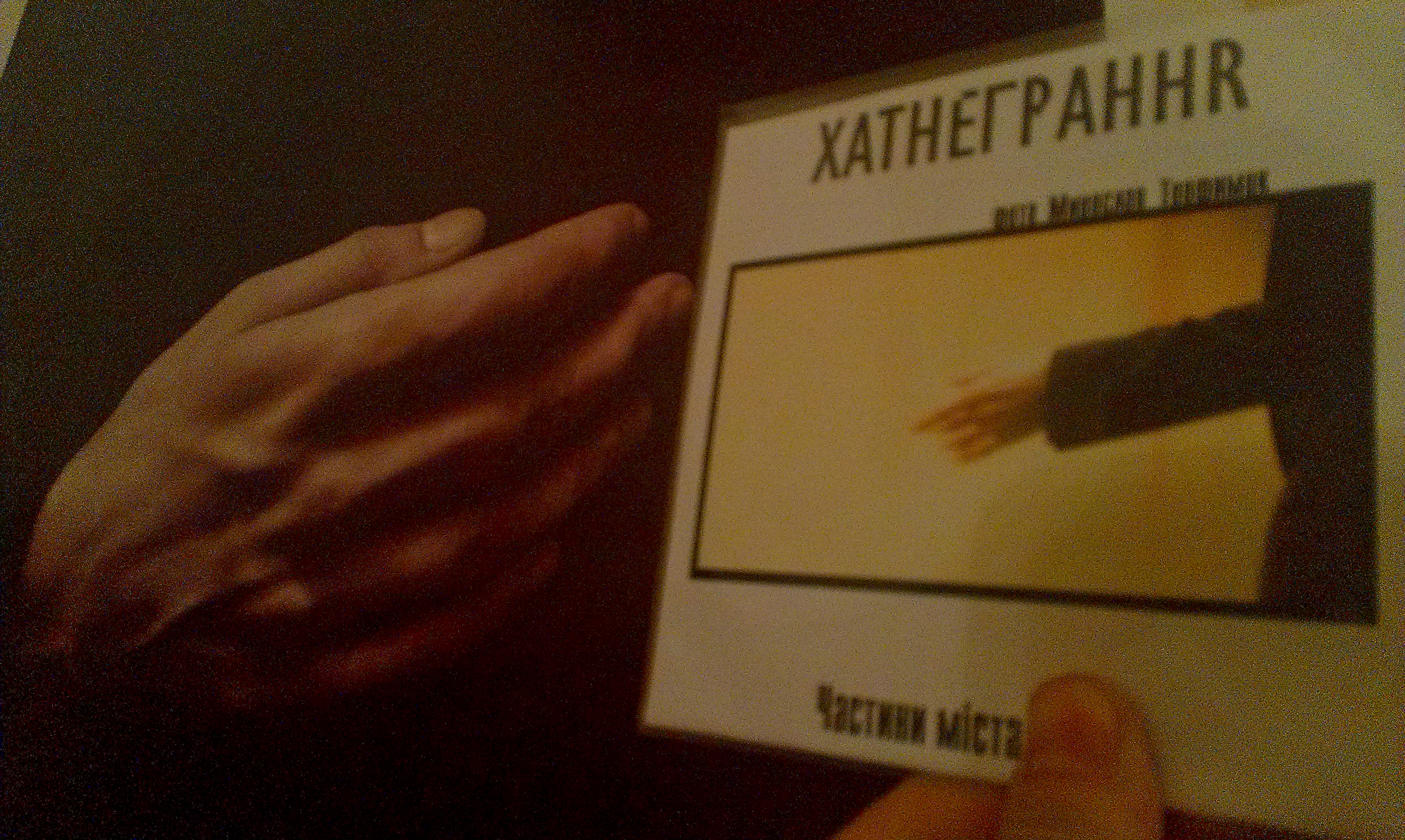
Альбом ХАТНЄГРАННЯ «Частини міста. Львів»

Дискографія проекту складається головно із концертних, або імпровізаційних виступів, які опісля або опрацьовуються студійно, або випускаються абсолютно без змін, як live альбоми. Так альбоми cityambient a та Loneliness/Freedom це домашні сесії. «cityambient a» це сесія за участю Мирослава Трофимука і Тараса Шпота, яка видана безперервним сетом, а Loneliness/Freedom записана у домашніх умовах колаборація Андріяна Веремієнта та Ростислава Кузика, поділена на окремі композиції. Альбом «City Parts. Lviv» виданий за підтримки GIZ кількістю 758 копій з унікальними обкладинками, які містять фотографії Львова, отримані в результаті публічного опен-колу. Всі обкладинки абсолютно унікальні. Альбом записаний вдома в колаборації із Данилом Петрушенком. «eclectic syncretism» — це публічна 99-та сесія проекту ХАТНЄГРАННЯ в колаборації із Андрієм Ковальським та Романом Фещуком, а також за участі Остапа Мануляка і Юрія Булки, в реліз увійшли початкові 39 хвилин сесії. Альбом виданий на лейблі AUDIOMAT, цифрова копія видається лейблом Zemla Studio. Альбом 2021 року «Polylogues» — це реактуальзована і ремастернг версія всіх наявних публічних і домашніх сесій із відібраними композиціями. В певному сенсі — це так званий the best of збірник проекту, який розкриває полістильову і політематичну структуру проекту.

### Головні альбоми
- 2021 — Polylogues
- 2019 — eclectic syncretism
- 2014 — City Parts. Lviv

### Мініальбоми
- 2014 cityambient a
- 2014 Loneliness/Freedom

### Концертні альбоми
- 2014 — Carpathian LoFi Rave
- 2014 — City Parts/Industrial district
- 2014 — Interlaced spaces